# Каролина Оранска-Насау-Диц
Вилхелмина Каролина Оранска-Насау-Диц (на немски: Karoline Prinzessin von Oranien-Nassau-Diez, Wilhelmine Carolina; * 28 февруари 1743, Леуварден, Нидерландия; † 6 май 1787, Кирххаймболанден, Рейнланд-Пфалц, Германия) е принцеса от Дом Насау и чрез женитба княгиня на Насау-Вайлбург.

## Живот
Дъщеря е на княз Вилхелм IV Орански (1711 – 1751) и принцеса Анна фон Хановер (1709 – 1759), дъщеря на британския крал Джордж II и Каролина фон Бранденбург-Ансбах. Сестра е на Вилхелм V Батавус (1748 – 1806), женен 1767 г. за принцеса Вилхелмина Пруска (1751 – 1820), дъщеря на принц Август Вилхелм от Прусия, син на крал Фридрих Вилхелм I.
Каролина се омъжва на 17 години на 5 март 1760 г. в Хага, по желание на майка ѝ, за 25-годишния княз Карл Христиан фон Насау-Вайлбург (1735 – 1788).
Тя е много музикална, пее и свири на пиано. През 1765 г. младият Моцарт ѝ свири в Хага и ѝ посвещава шест сонати за пиано (KV 26 – 31). Моцарт я посещава отново след една година в двора на Хага и през 1778 г. по пътя за концерт е една седмица в резиденцията Кирххаймболанден в Насау-Вайлбург.
- Каролина Оранска-Насау-Диц
- Карл Христиан и Каролина фон Орания-Насау-Диц

## Деца
Каролина и княз Карл Христиан фон Насау-Вайлбург имат децата:
- Георг Вилхелм Белгикус (1760 – 1762)
- Вилхелм Лудвиг Карл Флеманд (1761 – 1770)
- Августа Мария Каролина (1764 – 1802), канонистка в манастирите Кведлинбург и Херфорд
- Вилхелмина Луиза (1765 – 1837), ∞ Хайнрих XIII, княз на Ройс-Грайц (1747 – 1817)
- (дъщеря) (*/† 1767)
- Фридрих Вилхелм (1768 – 1816), княз на Насау-Вайлбург
- Каролина Луиза Фридерика (1770 – 1828), ∞ княз Карл Лудвиг Фридрих Александер цу Вид-Рункел (1763 – 1824)
- Карл Лудвиг (*/† 1772)
- Карл Фридрих Вилхелм (1775 – 1807?)
- Амалия (1776 – 1841), ∞ княз Виктор II фон Анхалт-Бернбург-Шаумбург-Хойм (1767 –1812)
- Хенриета (1780 – 1857), омъжена за принц Лудвиг фон Вюртемберг (1756–1817), син на херцог Фридрих Евгений II; прародители на Мария фон Тек, бабата на британската кралица Елизабет II
- Карл (1784)
- пет деца (1767, 1778, 1779, 1784 и 1785) с неизвестни имена